# Транспортная развязка на пересечении проспекта Победы и улицы Рихарда Зорге
Транспортная развязка на пересечении проспекта Победы и улицы Рихарда Зорге  — путепровод с двумя разворотными эстакадами и иными сооружениями, находящийся в Приволжском районе Казани.

## Территориальное расположение
Данная транспортная развязка расположена в южной части города, в центре крупного жилого района Горки, на пересечении важнейших городских магистралей — проспекта Победы и улицы Рихарда Зорге.

## Особенности конструкции
Двухуровневая транспортная развязка на пересечении проспекта Победы и улицы Рихарда Зорге — одна из самых больших и значимых для города. Она представляет собой комплекс сооружений, состоящий из путепровода вдоль улицы Рихарда Зорге, двух разворотных эстакад по проспекту Победы, надземного пешеходного перехода над улицей Рихарда Зорге, а также подземного пешеходного перехода под проспектом Победы с двумя входными павильонами на станцию метро «Проспект Победы» и двумя выходами на трамвайную остановку.
Длина путепровода — 342,15 м, ширина — 33,6 м; он состоит из трёх параллельных друг другу эстакад — двух автомобильных с четырьмя полосами движения и одной трамвайной с двумя линиями путей. Протяжённость двух разворотных эстакад, расположенных на проспекте Победы: со стороны перекрёстка с улицей Сыртлановой — 281 м; со стороны перекрёстка с улицей Сафиуллина — 208 м. Ширина каждой из разворотных эстакад с двумя полосами движения — 14,28 м. Расстояние между крайними точками разворотных эстакад — 1,15 км. Проходящий под путепроводом проспект Победы состоит из 8—10 полос движения автотранспорта и двух линий трамвайных путей. Общая площадь асфальтобетонного покрытия всей транспортной развязки — 94 113 м².
Фактически данная транспортная развязка вместе со станцией метро «Проспект Победы» и прилегающими остановками общественного транспорта (автобусными, троллейбусными, трамвайными) выполняет функцию крупного транспортного узла городского масштаба.

## История
Транспортная развязка на пересечении проспекта Победы и улицы Рихарда Зорге была построена в рамках программы модернизации транспортной инфраструктуры Казани, реализованной в период подготовки города к проведению XXVII Всемирной летней Универсиады 2013 года. Она стала одной из 12 запланированных к строительству транспортных развязок (в итоге построили 11).
Данное сооружение было спроектировано Институтом по проектированию дорожного хозяйства «Татдорпроект».
Строительство транспортной развязки началось в декабре 2010 года, когда были забиты первые сваи, и в основном закончилось в августе 2012 года с открытием рабочего движения (полностью все работы были завершены в ноябре 2012 года). Генеральным подрядчиком строительства было ООО «Стройхимсервис», субподрядчиком — ООО «Мостострой № 12». Общая стоимость строительства составила, по одним данным — 2,7 млрд рублей, по другим — 2,8 млрд рублей.
На начальном этапе темпы строительства развязки оказались ниже запланированных, так что летом 2011 года данный объект числился в числе отстающих по выполнению графика работ, но позже отставание было ликвидировано. Параллельно со строительством путепровода и разворотных эстакад шла прокладка подземного перехода под проспектом Победы и строительство двух входных павильонов одноимённой станции метро (в дополнение к уже существовавшим подземному переходу и двум входным павильонам — у торгового центра «Проспект» и у Сквера Славы, открытым ещё 29 декабря 2008 года вместе со станцией). Также был построен надземный пешеходный переход через улицу Рихарда Зорге.
29 августа 2012 года развязка на пересечении проспекта Победы и улицы Рихарда Зорге была торжественно открыта в присутствии Президента Республики Татарстана Р. Н. Минниханова и мэра Казани И. Р. Метшина. Церемонию открытия организовало и провело Рекламное агентство «Оригами» (Казань)

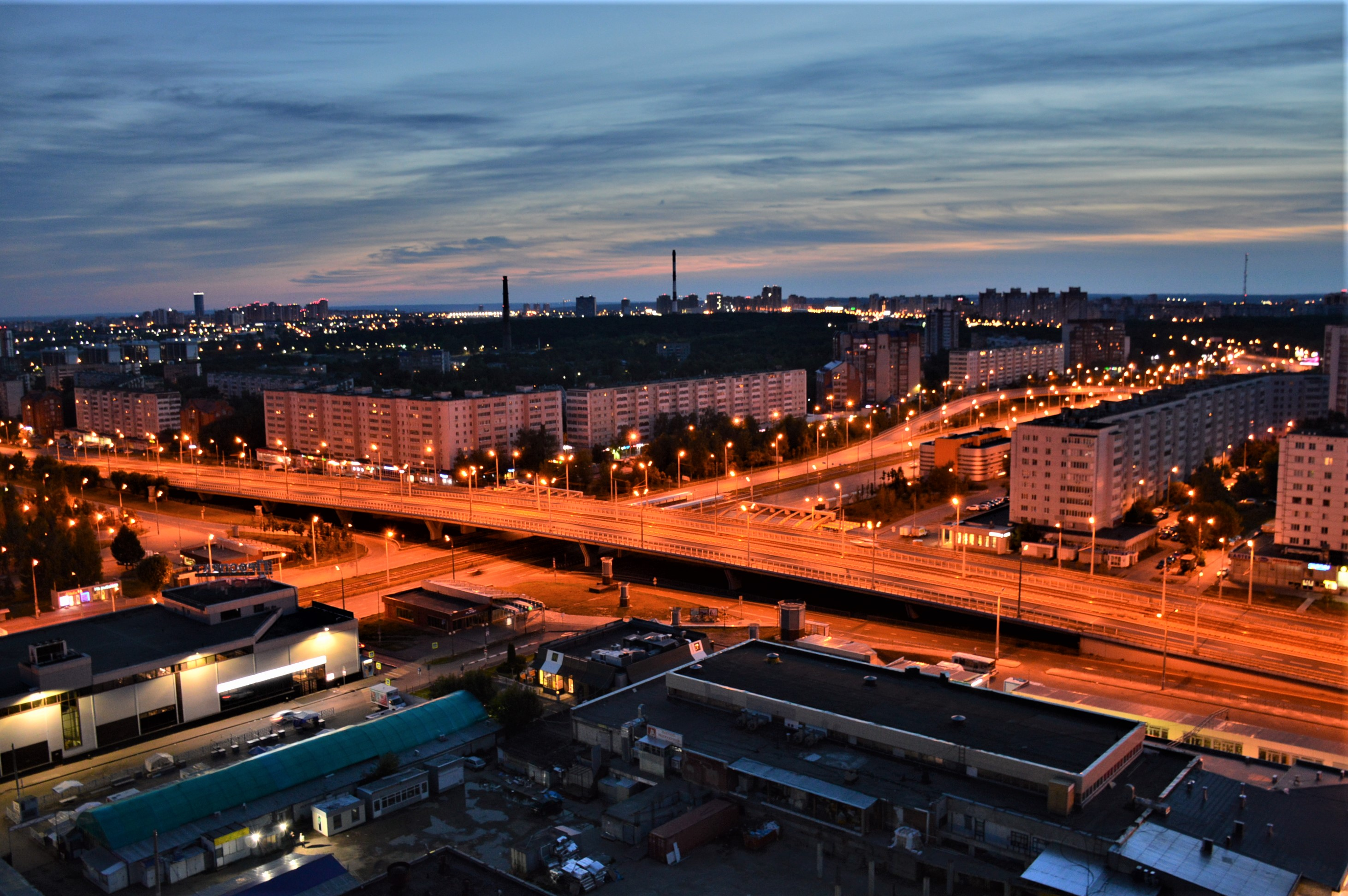
Транспортная развязка при ночном освещении (июль 2019)
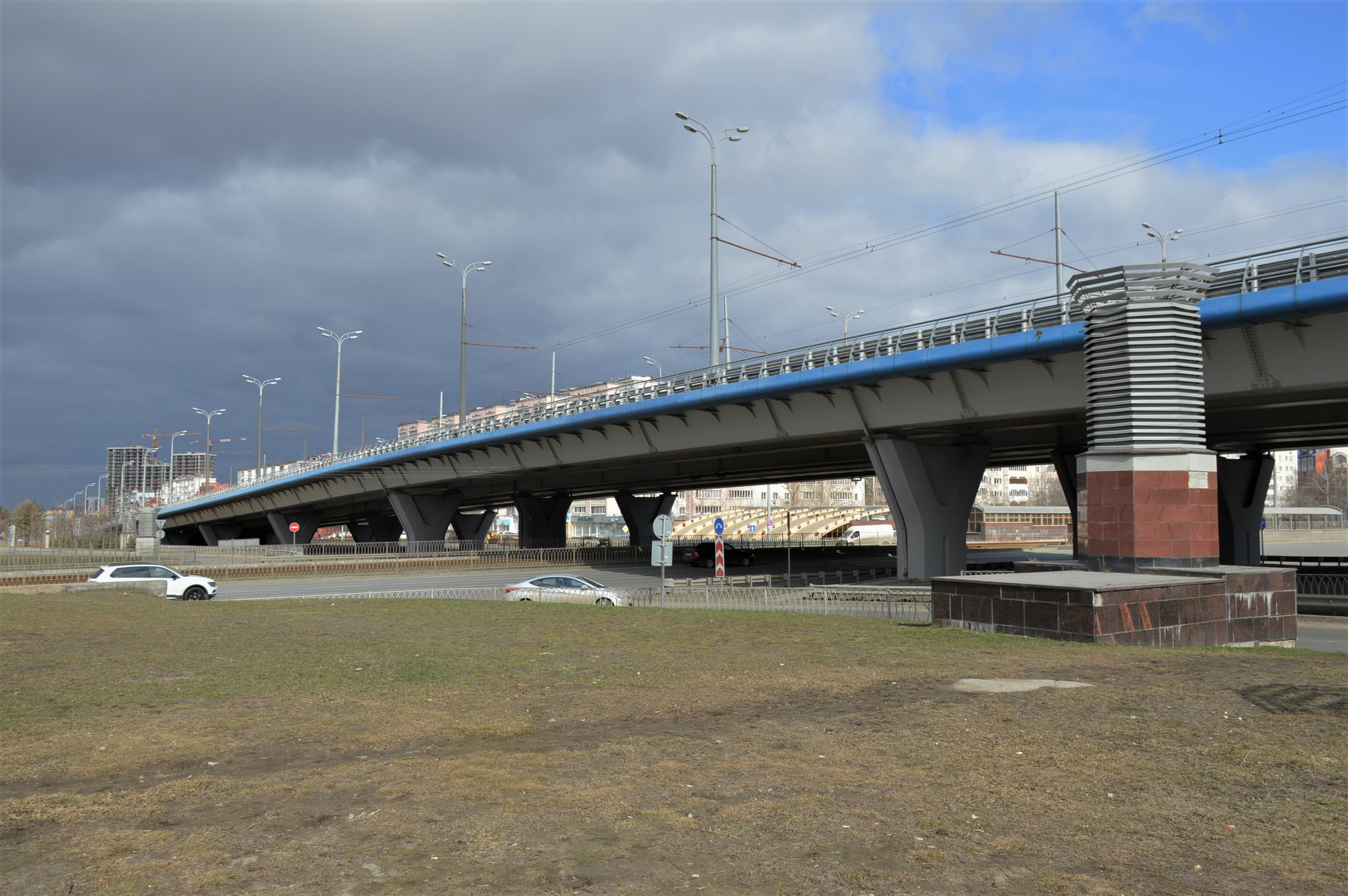
Путепровод вдоль улицы Рихарда Зорге (апрель 2020)
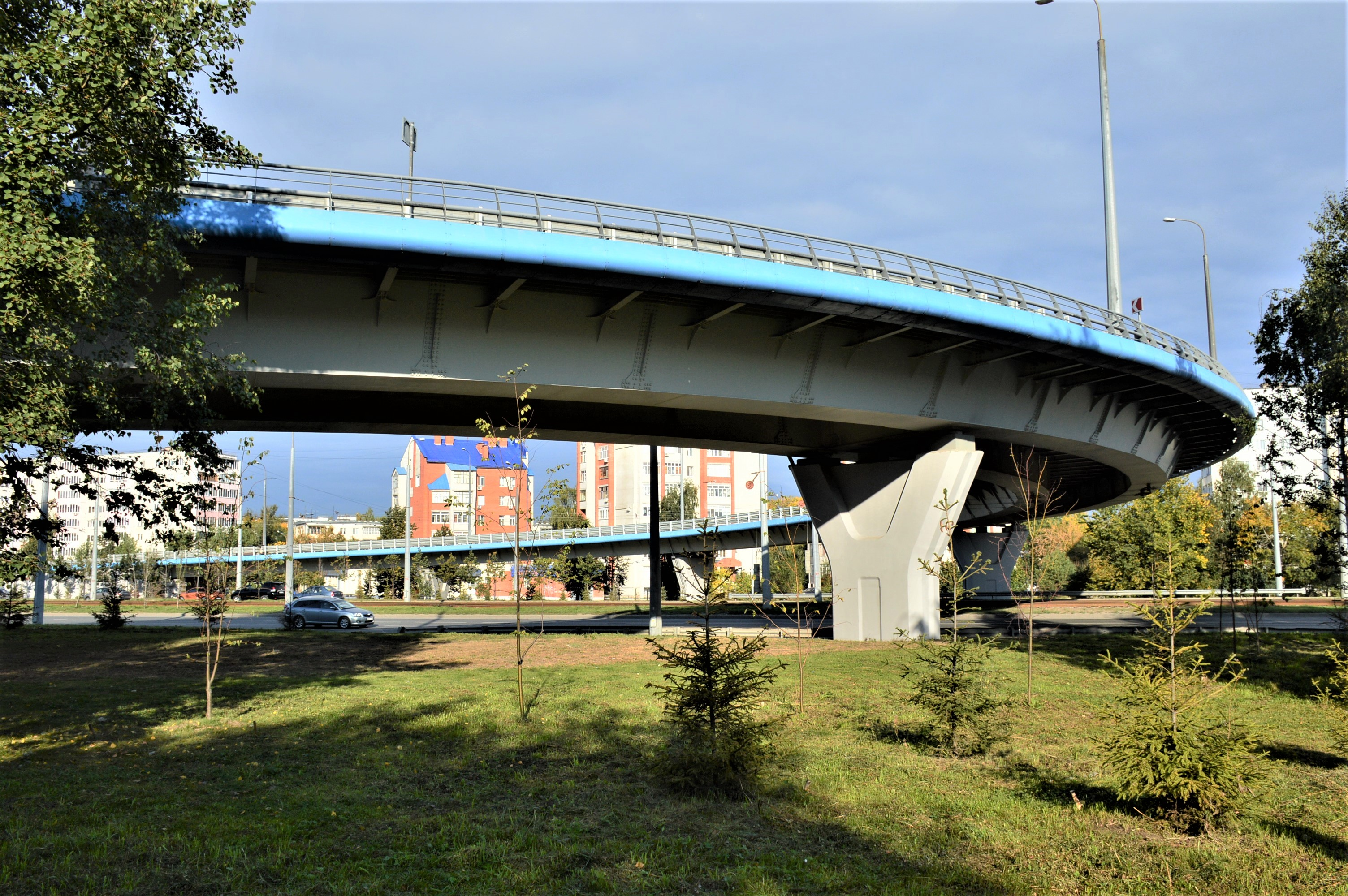
Разворотная эстакада в районе пересечения проспекта Победы с улицей Сафиуллина (сентябрь 2019)
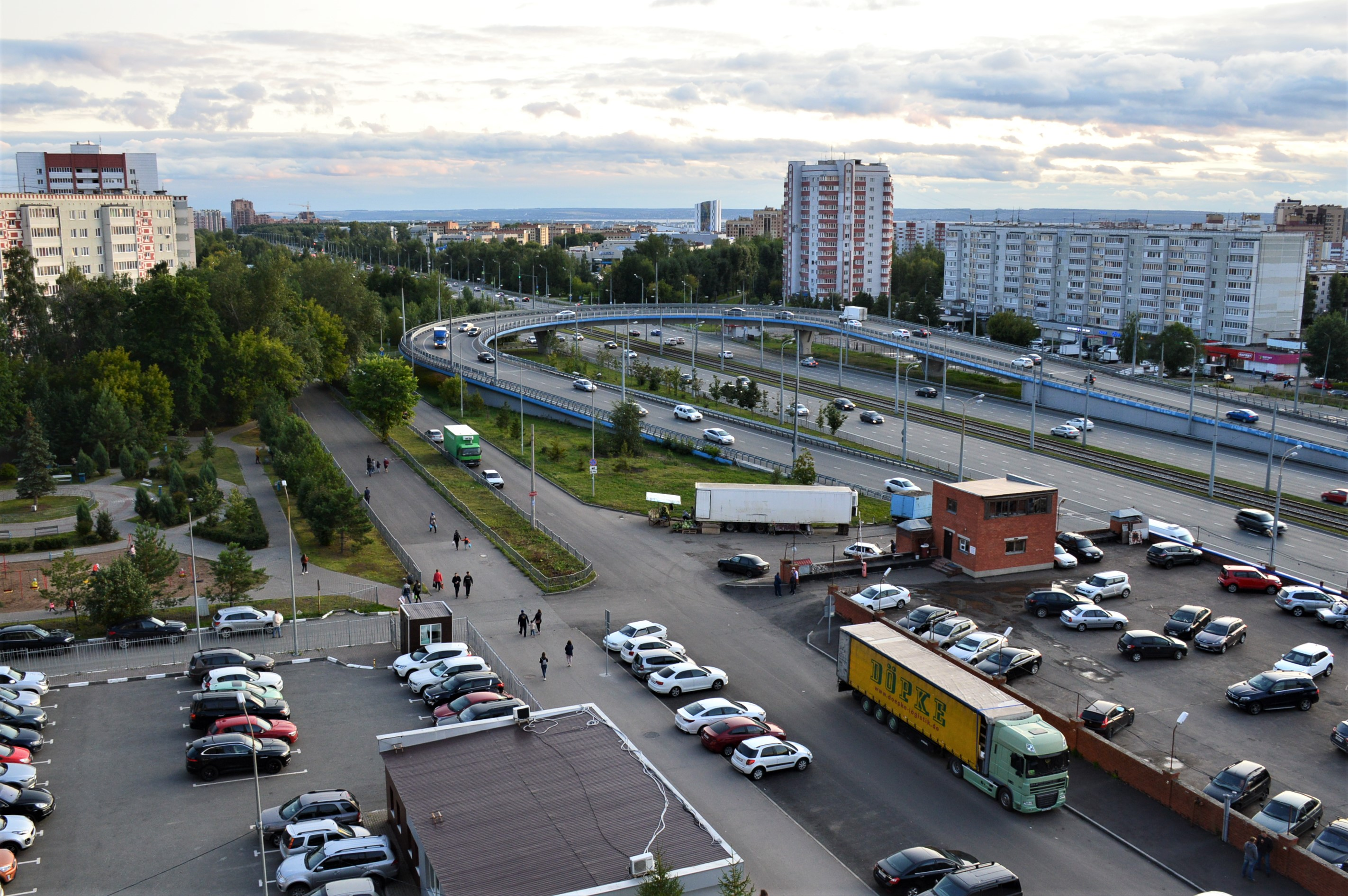
Разворотная эстакада в районе пересечения проспекта Победы с улицей Сыртлановой (август 2019)
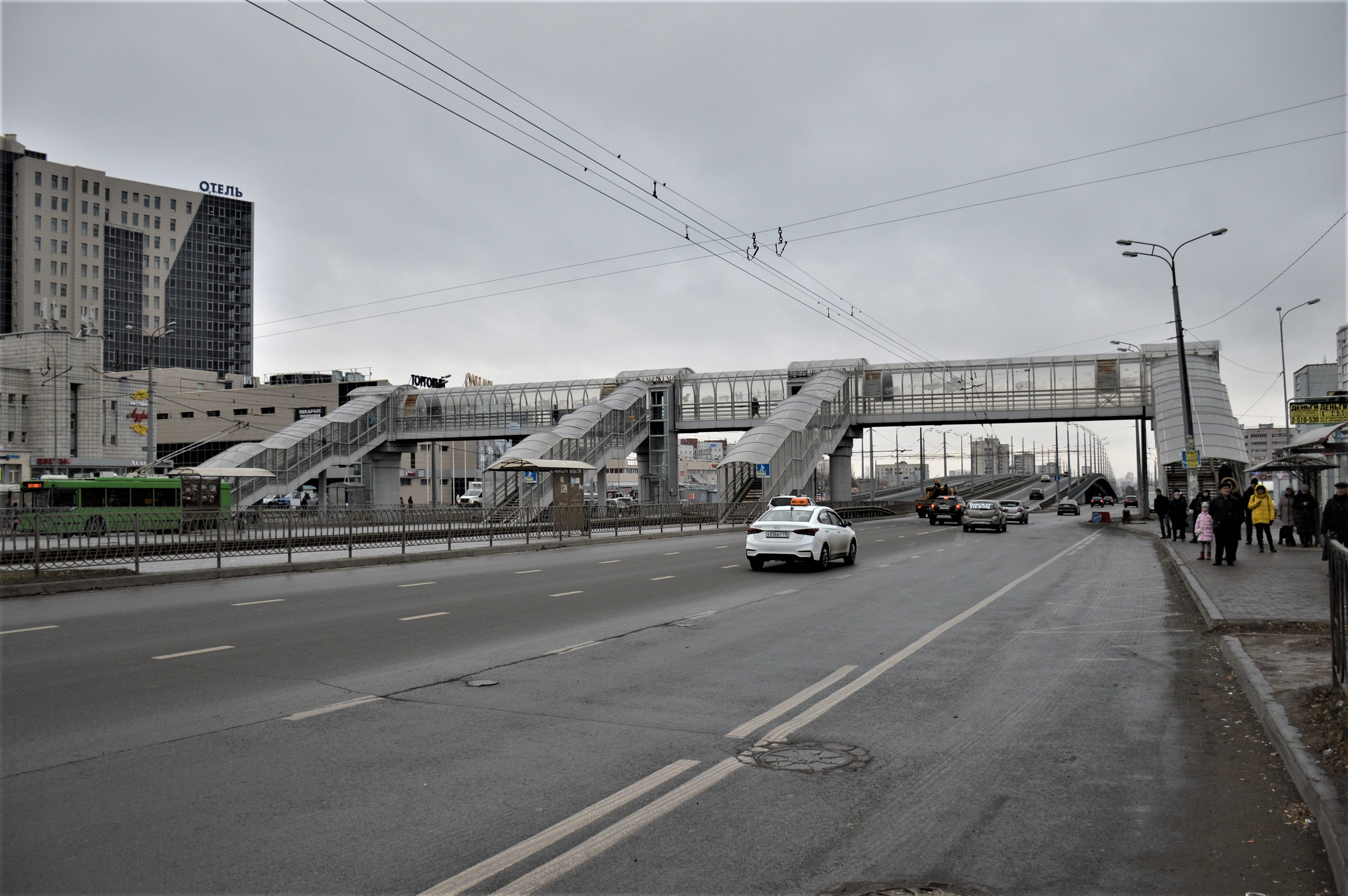
Надземный пешеходный переход над улицей Рихарда Зорге (ноябрь 2018)